# Christoph Sumann
Christoph Sumann (Judenburg, 19 de enero de 1976) es un deportista austríaco que compitió en biatlón.
Participó en cuatro Juegos Olímpicos de Invierno, entre los años 2002 y 2014, obteniendo cuatro medallas: dos de plata y una de bronce en Vancouver 2010 y una de plata en Sochi 2014. Ganó cuatro medallas en el Campeonato Mundial de Biatlón entre los años 2005 y 2011.

## Palmarés internacional
| Juegos Olímpicos   | Juegos Olímpicos            | Juegos Olímpicos  | Juegos Olímpicos |
| Año                | Lugar                       | Medalla           | Prueba           |
| ------------------ | --------------------------- | ----------------- | ---------------- |
| 2010               | Vancouver (Canadá)          | Medalla de plata  | Persecución      |
| 2010               | Vancouver (Canadá)          | Medalla de plata  | Relevo           |
| 2010               | Vancouver (Canadá)          | Medalla de bronce | Salida en grupo  |
| 2014               | Sochi (Rusia)               | Medalla de plata  | Relevo           |
| Campeonato Mundial |                             |                   |                  |
| Año                | Lugar                       | Medalla           | Prueba           |
| 2005               | Hochfilzen (Austria)        | Medalla de bronce | Relevo           |
| 2009               | Pyeongchang (Corea del Sur) | Medalla de plata  | Salida en grupo  |
| 2009               | Pyeongchang (Corea del Sur) | Medalla de plata  | Relevo           |
| 2011               | Janty-Mansisk (Rusia)       | Medalla de bronce | Individual       |